# LEVEL3
LEVEL3 – czwarty album studyjny (szósty ogółem) japońskiego girlsbandu Perfume. Płyta została wydana 2 października 2013 roku przez wytwórnię Universal Japan, dwa lata po ostatnim krążku studyjnym JPN (2011). Informacja prasowa nt. krążka pojawiła się na stronie internetowej artystek 26 sierpnia 2013 roku i była poprzedzona premierą piosenki "1mm". Lista utworów wydawnictwa zawiera wszystkie strony A singli wydanych od 2012 roku (trzy piosenki w nowych wersjach albumowych), trzy strony B ("Handy Man", "POINT", "Daiji Yobanai") oraz siedem nowych utworów.

## Edycje wydawnictwa
"LEVEL3" ukazał się w wersji standardowej, zawierającej czternaście piosenek (dostępnej cyfrowo oraz detalicznie) i w trzech specjalnych edycjach limitowanych, różniących się opakowaniem (przezroczysty, fluorescencyjny różowy bądź żółty przód), dostępnych wyłącznie na fizycznych krążkach. Na bonusowej płycie DVD znajdzie się teledysk do piosenki "1mm", dokumentacja "Perfume FES!! Tour" oraz materiał nt. radia Perfume ("Perfume LOCKS!")

## Lista utworów

### Standard Edition
1. Enter the Sphere
2. Spring of Life (Album-mix)
3. Magic of Love (Album-mix)
4. Clockwork
5. 1mm
6. Mirai no Museum (未来のミュージアム)
7. Party Maker
8. Furikaeru to iru yo ( ふりかえるといるよ)
9. POINT (ポイント)
10. Daiji Yobanai (だいじょばない)
11. Handy Man
12. Sleeping Beauty
13. Spending all my time (Album-mix)
14. Dream Land

### DVD (Limited Edition)
1. 1mm -Video Clip-
2. Zutto Suki Dattan Jakee~Sasurai no Menkata Perfume FES!! Memorial♡, ‘I’ve always liked you~Wandering Thick Soup Perfume FES!! Memorial♡’ (「ずっと好きだったんじゃけぇ～さすらいの麺カタPerfume FES!!」メモリアル♡ )
3. Perfume no Tadatada Radio ga Suki dakara Radio!, ‘Because we like nothing but Perfume’s Radio Radio!’ (「Perfumeのただただラジオが好きだからレイディオ！」)